# Acide N-acétylneuraminique
L'acide N-acétylneuraminique (Neu5Ac ou NANA) est le principal acide sialique présent dans les cellules humaines et dans de nombreuses cellules de mammifères. C'est un constituant du glycocalyx et permet la liaison du calcium aux macromolécules cellulaires. Dans la mesure où le calcium est un messager inter- et intracellulaire important, l'acide N-acétylneuraminique est un transporteur de messager cellulaire. Les mammifères ont également un autre acide sialique, l'acide N-glycolylneuraminique, absent cependant chez l'homme,,.
Le résidu d'acide N-neuraminique est chargé négativement au pH physiologique. On le trouve dans des glycanes sur des mucines et des glycoprotéines de la membrane cellulaire, ainsi que dans des glycolipides appelés gangliosides qui sont des constituants importants des membranes neuronales dans le cerveau.
Présent dans les mucus produits par différentes muqueuses où il joue un rôle de prévention des infections, l'acide N-neuraminique est également la cible des virus de la grippe en permettant l'attachement du virus à la surface des cellules muqueuses au moyen de l'hémagglutinine virale.
L'acide N-acétylneuraminique est également un métabolite important de certaines bactéries pathogènes,, qui peuvent l'utiliser comme nutriment source de carbone et d'azote, ou l'activer à la surface de leur cellule. Les bactéries ont acquis au fil de l'évolution des transporteurs d'acide N-acétylneuraminique leur permettant de l'absorber à partir de leur environnement. La protéine NanT d’Escherichia coli, le transporteur TRAP SiaPQM d’Haemophilus influenzae et le transporteur ABC SatABCD d’Haemophilus ducreyi comptent parmi ces transporteurs bactériens.